# الهولوكوست في إيطاليا
الهولوكوست في إيطاليا أو محرقة اليهود في إيطاليا هي عمليات اضطهاد اليهود ونفيهم وقتلهم التي حدثت بين عامي 1943 و1945 في الجمهورية الإيطالية الاشتراكية، التي تُعد جزءًا من مملكة إيطاليا التي احتلتها ألمانيا النازية بعد استسلام إيطاليا في 8 سبتمبر 1943، أثناء الحرب العالمية الثانية.
بدأ اضطهاد اليهود الإيطاليين في عام 1938 بإصدار نظام بينيتو موسوليني الفاشي قوانين الفصل العنصري. ومع ذلك، كانت إيطاليا ومناطق الاحتلال الإيطالي في اليونان وفرنسا ويوغوسلافيا آمنة نسبيًا لليهود المحليين واللاجئين اليهود الأوروبيين قبل الاستسلام الإيطالي في عام 1943. إلا أن ذلك تغير في سبتمبر 1943، عندما احتلت القوات الألمانية الدولة، وأقامت الجمهورية الإيطالية الاشتراكية كدولة عميلة، وبدأت فورًا باضطهاد اليهود الموجودين هناك وترحيلهم. بلغ عدد السكان اليهود في إيطاليا قبل الحرب نحو 4000 نسمة، إلا أن هذا العدد ازداد خلال الحرب بسبب عمليات الإجلاء واللاجئين. ومن بين ما يقدر بنحو خمسين ألف يهودي يعيشون في إيطاليا قبل سبتمبر1943، توفي نحو ثمانية آلاف أثناء الهولوكوست (في معسكر أوشفيتز بيركينو على الأغلب)، في حين نجا نحو أربعين ألف يهودي. وفي هذا الصدد، لعبت الشرطة الإيطالية والميليشيا الفاشية دورًا أساسيًا كتوابع للألمان.
بينما كانت معظم معسكرات الاعتقال الإيطالية عبارة عن معسكرات للشرطة والنقل، كان أحد المعسكرات، وهو معسكر ريسييرا دي سان سابا في ترييستي، معسكرًا للإبادة. ويُقدر وفاة ما يزيد عن 5000 سجين سياسي هناك. بينما اعتُقل وقُتل أكثر من 10,000 سجين سياسي و 40,000-50,000 جندي إيطالي أسير بشكل عام.

## الأوضاع قبل 8 سبتمبر 1943
في بداية القرن العشرين، كان اليهود أقلية متكاملة في إيطاليا، إذ عاشوا في البلاد لما يزيد عن ألفي عام. بعد استيلاء بينيتو موسوليني على السلطة في عام 1922، لم يعاني اليهود الإيطاليون في البداية من الاضطهاد، أو تعرضوا إلى القليل منه، في إيطاليا الفاشية مقارنة باليهود في ألمانيا النازية في الفترة التي تلت الحرب العالمية الثانية. كان بعض قادة الفاشية معادين للسامية، مثل أكيل ستاراتشي وروبيرتو فاريناتشي، بينما لم يكن البعض كذلك، مثل إيتالو بالبو، ولم تكن معاداة السامية السياسة الرسمية للحزب حتى عام 1938. وكبقية الإيطاليين، انقسم اليهود بين الفاشيين والمناهضين للفاشية. تعاطف البعض مع نظام الحكم، وانضموا إلى الحزب واحتلوا مناصبًا مهمة في السياسة والاقتصاد (ألدو فينزي، ورينزو رافينا، ومارغريتا سارفاتي، وإيتور أوفازا، وغويدو جونغ). نشط البعض الآخر في المنظمات المناهضة للفاشية (كارلو روسيلي، ونيلو روسيلي، وليون غينزبرغ، وأمبرتو تيراسيني).
في عام 1938، فقد اليهود الإيطاليون حقوقهم المدنية بموجب القوانين العنصرية الإيطالية، بما في ذلك الحقوق المتعلقة بالملكية والتعليم والعمل. وعُزلوا من الوظائف الحكومية والقوات المسلحة والمدارس الحكومية (سواء كمعلمين أم طلاب). وفي محاولة للهروب من الاضطهاد، هاجر نحو ستة آلاف يهودي إيطالي إلى دول أخرى في الفترة الممتدة بين عامي 1938 و1939. ومن بين هؤلاء مفكرين مثل إميليو سيغري، وبرونو روسي، وماريو كاستيلنوفو تيسكو، وفرانكو موديلياني، وأرنالدو موميليانو، وأوغو فانو، وروبرت فانو، وغيرهم كثيرين. انتقل إنريكو فيرمي إلى الولايات المتحدة، إذ كانت زوجته يهودية.
في يونيو 1940، وبعد اندلاع الحرب العالمية الثانية، افتتحت الحكومة الإيطالية الفاشية نحو 50 معسكر اعتقال. استُخدمت تلك المعسكرات في الغالب لاحتجاز السجناء السياسيين بالإضافة إلى نحو 2200 يهودي من الجنسية الأجنبية (لم يُحتجز اليهود الإيطاليون). لم يُعامل اليهود في هذه المعسكرات معاملة مختلفة عن السجناء السياسيين. بينما كانت ظروف المعيشة والطعام بسيطة في كثير من الأحيان، لم يخضع السجناء لمعاملة عنيفة. بل أن نظام الفاشية سمح لمنظمة يهودية إيطالية (وفد مساعدة المهاجرين اليهود) بالعمل بشكل قانوني لدعم اليهود المحتجزين.
كانت الظروف بالنسبة لغير اليهود أسوأ بكثير. إذ تصورت السلطات الإيطالية أن الغجر المسجونين اعتادوا على الحياة القاسية، ولذلك حصلوا على مخصصات غذائية أقل بكثير من غيرهم وأماكن إقامة أسوأ. بعد احتلال اليونان ويوغوسلافيا في عام 1941، افتتحت إيطاليا معسكرات اعتقال في المناطق الخاضعة لسيطرتها هناك. احتجزت تلك المعتقلات ما يصل إلى 150,000 شخص، معظمهم من الصقالبة. كانت ظروف المعيشة قاسية للغاية، وتجاوزت معدلات الوفيات في هذه المعسكرات بكثير معدلات الوفيات في تلك التي في إيطاليا.
خلافًا لليهود في الدول الأخرى المتحالفة مع المحور، لم يُقتل أي يهودي في إيطاليا أو المناطق الخاضعة لسيطرتها أو يُنفى إلى معسكرات الاعتقال في ألمانيا قبل سبتمبر 1943. وجد اليهود الحماية من الاضطهاد في الأراضي التي احتلها الجيش الإيطالي في اليونان وفرنسا ويوغوسلافيا. تولى الجيش الإيطالي حماية اليهود في مناطق الاحتلال بشكل نشط، وإعاقة ألمانيا النازية، وأُطلق على القطاع الإيطالي في كرواتيا لقب «أرض الميعاد». لم تبذل ألمانيا أي محاولة جادة لإرغام موسوليني وإيطاليا الفاشية على تسليم اليهود الإيطاليين حتى سبتمبر من عام 1943. مع ذلك، شعرت بالانزعاج إزاء الرفض الإيطالي لاعتقال سكانها اليهود وترحيلهم، إذ شعرت بأن ذلك حفز دولًا أخرى متحالفة مع قوى المحور على رفض ذلك أيضًا.
في 25 يوليو 1943،، تغيرت الأوضاع في معسكرات الاعتقال الإيطالية مع سقوط نظام الفاشية واعتقال بينيتو موسوليني. وأُفرج عن السجناء تدريجيًا، بمن فيهم السجناء اليهود. إلا أن هذه العملية لم تتم بسبب استيلاء السلطات الألمانية على المعسكرات في شمال وسط إيطاليا في 8 سبتمبر1943. لحسن الحظ، حرر الحلفاء مئات اللاجئين اليهود المعتقلين في المعسكرات الرئيسية في الجنوب (معسكر كامبانيا إنتيرمننت وفيرامونتي دي تارسيا) قبل وصول الألمان، واحتُجز 43 ألف يهودي (35 ألف إيطالي و8000 لاجئ من دول أخرى) في الأراضي الخاضعة لسيطرة الجمهورية الإيطالية الاشتراكية حاليًا.
على وجه العموم، لم يتلقَ مصير اليهود واضطهادهم في إيطاليا بين عامي 1938 و1943 سوى اهتمام محدود للغاية في وسائل الإعلام الإيطالية. واستُخدمت قوائم اليهود التي صيغت لفرض القوانين العنصرية لجمعهم بعد استسلام إيطاليا في 8 سبتمبر من عام 1943.